# Смерть сталинизма в Богемии
«Смерть сталинизма в Богемии» (чеш. Konec stalinismu v Čechách) — короткометражный анимационный сюрреалистический фильм чешского кинорежиссёра Яна Шванкмайера 1990 года. В 1990 году BBC попросила Шванкмайера снять фильм о происходящем в Чехословакии. Позднее Шванкмайер заметил: «Несмотря на то, что этот фильм возник на том же пути воображения, что и все другие мои фильмы, я никогда не делал вид, что это нечто большее, чем пропаганда. Поэтому я думаю, что это фильм, который устаревает быстрее, чем любой из других».

## Сюжет
Бюст Сталина раскрыт на операционном столе, и это приводит к анимационному эпизоду, изображающему историю Чехии с 1948 года, когда страна была захвачена коммунистами, до 1989 года, когда произошла Бархатная революция.

## Критика
Джанет Маслин из «Нью-Йорк Таймс» описывает фильм как «удивительно удачный короткометражный фильм» и пересказывает сюжет: «быстрое разрушение статуи Сталина через радикальную операцию, запуск глиняных рабочих на конвейер только для того, чтобы перемолоть их обратно в глину» — это «забавная, головокружительная сатира».
Как отмечал Антон Долин, в фильме «наглядно изображено массовое производство и массовое потребление человеческого продукта как при социализме, так и после его падения».

## Релиз
Фильм был показан на BBC Two в Великобритании 3 июня 1990 года.